# Frits Warmolt Went
Frits Warmolt Went (* 18. Mai 1903 in Utrecht; † 2. Mai 1990 in Reno, Nevada) war ein niederländisch-US-amerikanischer Botaniker. Sein offizielles botanisches Autorenkürzel lautet „F.W.Went“.

## Leben
Went war der Sohn des Botanikers Frits Went. Er studierte an der Universität Utrecht und promovierte dort 1927 über das Pflanzenhormon Auxin (Dissertation: Wuchsstoff und Wachstum). Danach war er Pflanzenpathologe im Botanischen Garten von Buitenzorg in Indonesien. Dort befasste er sich mit Orchideen als Epiphyten.  Ab 1933 forschte er am Caltech über Pflanzenhormone und ihre Rolle im Pflanzenwachstum und zu ihrer Synthese.
In den 1920er Jahren wies er in Experimenten das Vorhandensein von Auxin als Wachstumshormon in Pflanzen nach. Außerdem entwickelte er unabhängig vom sowjetischen Wissenschaftler Nikolai Cholodny ein nach beiden benanntes Modell (Cholodny-Went-Modell), nach der durch Sensoren für Schwere und Licht im Koleoptil Auxin ausgeschüttet wird, dass das Pflanzenwachstum entsprechend steuert.
1949 entstand unter seiner Leitung ein Komplex klimakontrollierter Gewächshäuser am Caltech (Phytotron, Earhardt Plant Research Laboratory), in denen Went Pflanzenwachstum unter kontrollierten Bedingungen untersuchte und unter anderem grundlegende Untersuchungen des Einflusses von Luftverschmutzung auf das Pflanzenwachstum unternahm.
1958 wurde er Direktor des Missouri Botanical Garden und Professor für Botanik an der Washington University in St. Louis. Dort entstand unter seiner Leitung ein Gewächshaus unter einem geodätischen Dom (Climatron). Aufgrund von Konflikten mit dem Verwaltungsrat des Botanischen Gartens trat er 1963 von der Leitung zurück. 1965 wurde er Direktor des Desert Research Institute an der University of Nevada, Reno, in Reno und befasste sich mit Wüstenpflanzen.
1940 wurde er US-Staatsbürger.
Er war passionierter Bergsteiger und nahm an Expeditionen unter anderem im Amazonasbecken, nach Feuerland und Alaska teil.
Am 2. Mai 1990 starb er während eines Besuchs am Desert Research Institute, Reno, in einem kleinen Tal, in dem er 20 Jahre früher Messungen durchgeführt hatte.

## Ehrungen und Mitgliedschaften
Er war Mitglied der National Academy of Sciences (seit 1947), der Königlich Niederländischen Akademie der Wissenschaften sowie der Académie des sciences.
1948 wurde Went in die American Academy of Arts and Sciences gewählt. Seit 1958 war er assoziiertes Mitglied der Académie royale des Sciences, des Lettres et des Beaux-Arts de Belgique und seit 1962 Mitglied der Deutschen Akademie der Naturforscher Leopoldina.
Er war mehrfacher Ehrendoktor (u. a. Sorbonne, McGill University, Uppsala).

## Schriften
- Wuchsstoff und Wachstum. J.H. de Bussy, 1927
- mit Kenneth Vivian Thimann: Phytohormones. 1937, neu herausgegeben von Literary Licensing, LLC 2012, ISBN 125823632X
  - 植物ホルモン. 養賢堂, 1951
- Soziologie der Epiphyten eines tropischen Urwaldes. E.J. Brill, 1940
- mit Paul-Emile Pilet: Control of Growth of „Lens Culinaris“. 1956
- The Plants, Time Life 1963
  - As plantas. J. Olympio, 1969
  - 植物. タイムライフインターナショナル, 1969
  - Las plantas. Editado por Offset Multicolor, 1972
  - В мире растений. Мир, 1972
  - Die Pflanzen. Rowohlt, 1976, ISBN 3499180618
  - Les Plantes. Time-Life international, 1976
- The Ecology of Desert Plants. Northern Nevada Native Plant Society, 1984
- The Earhart Plant Research Laboratory. neu herausgegeben Literary Licensing, LLC 2013, ISBN 9781258655259
- The Experimental Control of Plant Growth. neu herausgegeben Literary Licensing, LLC 2012. In: Chronica Botanica Band 17, ISBN 9781258248918
- Black Carbon Means Blue Sky: The Hazes in the Atmosphere.